# Tenupedunculus beddardi
Tenupedunculus beddardi is een pissebed uit de familie Stenetriidae. De wetenschappelijke naam van de soort is voor het eerst geldig gepubliceerd in 1967 door Oleg Grigor'evich Kussakin.